# Gössitz
Gössitz é um município da Alemanha localizado no distrito de Saale-Orla, estado de Turíngia.
Pertence ao Verwaltungsgemeinschaft de Ranis-Ziegenrück.

## Demografia
Evolução da população (31 de dezembro):
| - 1994 – 441 - 1995 – 432 - 1996 – 419 - 1997 – 403 | - 1998 – 393 - 1999 – 391 - 2000 – 394 - 2001 – 393 | - 2002 – 391 - 2003 – 370 - 2004 – 358 - 2005 – 354 |

Fonte: Thüringer Landesamt für Statistik